# Jan Minář
Jan Minář (* 9. dubna 1981, Praha) je český bývalý profesionální tenista. Jeho mladším bratrem je Ivo Minář (nar. 1984), také profesionální tenista a daviscupový reprezentant. Nejvyššího postavení mezi muži dosud zaznamenal 5. května 2008, kdy byl klasifikován na 117. místě žebříčku ATP. Během kariéry nevyhrál žádný turnaj ATP. Ve dvouhře zvítězil na 1 challengeru a 5 turnajích série ITF Futures.

## Finálové účasti na turnajích ATP a ITF

### Dvouhra

#### Vítězství (6)
| Legenda                |
| Grand Slam (0)         |
| Tennis Masters Cup (0) |
| ATP Masters Series (0) |
| ATP Tour (0)           |
| Challengers (1)        |
| Futures (5)            |

| č. | Datum           | Turnaj              | Povrch | Finalista         | Výsledek       |
| 1. | 9. srpen 2004   | Graz, Rakousko      | tvrdý  | Gilles Simon      | 3–6, 6–3, 7–5  |
| 2. | 22. srpna 2006  | Poznań, Polsko      | antuka | Lukáš Rosol       | 6–4, 6–3       |
| 3. | 2. dubna 2007   | Antalya, Turecko    | antuka | Marcel Zimmermann | 26–7, 6–4, 6–4 |
| 4. | 9. duben 2007   | Antalya, Turecko    | antuka | Predrag Rusevski  | 6–3, 6–2       |
| 5. | 22. květen 2007 | Jablonec, Česko     | tvrdý  | Michal Tabara     | 7–65, 6–3      |
| 6. | 19. dubna 2009  | Andijan, Uzbekistán | tvrdý  | Murad Inoyatov    | 3–6, 7–63, 6–3 |

#### Finalista (8)
| č. | Datum           | Turnaj                          | Povrch    | Vítěz               | Výsledek      |
| 1. | 24. února 2003  | Blenheim, Nový Zéland           | tvrdý     | Ivo Minář           | 6–4, 6–2      |
| 2. | 30. června 2003 | Tbilisi, Gruzie                 | antuka    | Teimuraz Gabašvili  | 6–4, 6–1      |
| 5. | 22. září 2003   | Plaisir, Francie                | tvrdý     | Jean-Michel Pequery | 7–5, 7–69     |
| 4. | 29. června 2004 | Kassel, Německo                 | antuka    | Mounir El Aarej     | 6–2, 6–4      |
| 5. | 16. května 2005 | Záhřeb, Chorvatsko              | antuka    | Ivan Ljubičić       | 6–4, 6–2      |
| 6. | 1. května 2007  | Bournemouth, Spojené království | antuka    | Laurent Recouderc   | 7–63, 6–4     |
| 7. | 15. května 2007 | Katowice, Polsko                | antuka    | Rameez Junaid       | 2–6, 7–5, 6–2 |
| 8. | 29. března 2009 | Jersey, Spojené království      | tvrdý (h) | Daniel Evans        | 6–3, 6–2      |

### Čtyřhra

#### Vítězství (2)
| Legenda                |
| Grand Slam (0)         |
| Tennis Masters Cup (0) |
| ATP Masters Series (0) |
| ATP Tour (0)           |
| Challengers (1)        |
| Futures (1)            |

| č. | Datum             | Turnaj                          | Povrch  | Spoluhráč     | Finalisté                              | Výsledek |
| 1. | 11. listopad 2002 | Hrotovice, Česko                | koberec | Marek Velička | Lukáš Dlouhý David Miketa              | w/o      |
| 2. | 21. července 2008 | Medžugorie, Bosna a Hercegovina | antuka  | Martin Slanař | Pere Riba Madrid Pablo Santos González | 7–5, 6–3 |

#### Finalista (2)
| č. | Datum             | Turnaj                        | Povrch  | Spoluhráč         | Vítězové                         | Výsledek       |
| 1. | 23. listopad 2004 | Praha, Česko                  | koberec | Jaroslav Pospíšil | Lukáš Dlouhý Igor Zelenay        | 6–3, 3–6, 7–65 |
| 2. | 13. únor 2006     | Bělehrad, Srbsko a Černá Hora | koberec | Ivo Minář         | Michael Kohlmann Alexander Waske | 7–63, 6–3      |